# Antonio Villaraigosa
Antonio Ramón Villaraigosa, alla nascita Antonio Ramón Villar Jr. (Los Angeles, 23 gennaio 1953), è un politico statunitense, 41º sindaco di Los Angeles dal 2005 al 2013.

## Biografia
Nato a Boyle Heights, quartiere dell'East Side di Los Angeles, e successore di James Hahn, è stato eletto il 17 marzo 2005, e per la prima volta dal 1872, un ispanico ricopre la carica di sindaco della Città degli Angeli.
Membro del Partito Democratico, è stato sostenitore di Hillary Clinton per le primarie democratiche del 2008.